# بيار أنطوان بواتو
بيار أنطوان بواتو (1766-1854) (بالإنجليزية: Pierre Antoine Poiteau)‏ هو عالم نبات فرنسي.